# エドゥアルト・エルトマン
エドゥアルト・エルトマン（ドイツ語: Eduard Erdmann, 1896年3月5日 - 1958年6月21日）は、ドイツのピアニスト・作曲家。バルト・ドイツ人の家系で、大叔父に哲学者のヨハン・エドゥアルト・エルトマンがいる。

## 生涯
リガで最初の音楽教育を受け、ブローア・メラーシュテンとジャン・デュ・シャスタンにピアノを、ハラルト・クロイツブルクに和声法と対位法を学ぶ。1914年からベルリンでコンラート・アンゾルゲにピアノを、ハインツ・ティーセンに作曲を師事。1920年代から1930年代初頭にかけて、しばしばドイツの主要な作曲家の一人として言及されており、さらにバッハやベートーヴェン、シューベルトを得意とし、同時代の音楽を擁護するピアニストとしても国際的にも名を馳せた。1925年からケルン音楽院ピアノ科の教授に任命されるが、ナチスによって1935年に辞職に追い込まれ、内的亡命を余儀なくされて、第二次世界大戦が終わった後も、ほとんど何も作曲できなかった。1950年にハンブルク高等音楽院ピアノ科の教授として活動を再開するが、1958年に心臓発作の末に他界した。
エルトマンが作曲家として評論家の注目を集めるようになったきっかけは、アルバン・ベルクに献呈された《交響曲 第1番》が、1919年に大評判をとったことによる。フェルッチョ・ブゾーニの門人フィリップ・ヤルナハのほか、エルンスト・クシェーネクやアルトゥール・シュナーベルとも親交が深く、さらには画家のエミール・ノルデとも交流があった。ティーセンやシュナーベルに同じく、シェーンベルクやベルクの表現主義音楽に深い感銘を受けてはいたものの、十二音技法を採用することはなく、むしろ調性感が非常に薄い、際立って半音階的な音楽語法を好んだ。作品数は非常に少なく、とりわけピアノ曲は驚くほど数少ない。しかし交響曲は4曲あり、そのうち最後の未出版の2曲は、戦後になって作曲された。エルトマンは早くも1920年に、ベートーヴェンからシェーンベルクに至る、極度の主観主義への反感を露わにし、その代わりにエルトマン自身の言葉を借りれば「第三者的な形式」によって、シュッツやブルックナーを手本に、より客観的な音楽を創り出すことに打ち込んだ。
エルトマンの作品については、未だにほとんど顧られておらず、戦後の作品はみな自筆譜のままで遺されている。戦間期の名声からすれば、こんにちではエルトマンは著しく低い評価に甘んじていると言わざるを得ないが、2006年には一連の管弦楽曲のCDが発表されている。

## 主要作品一覧

### 交響曲・協奏曲
- 交響曲 第1番 作品10
- 交響曲 第2番 作品13（クシェーネクに献呈）
- 交響曲 第3番 作品19（未出版）
- 交響曲 第4番 作品20（未出版、ハンス・シュミット＝イッセルシュテットに献呈）
- ピアノ協奏曲 Klavierkonzert
- ピアノと管弦楽のためのコンツェルトシュテュック（または狂詩曲とロンド） Konzertstück für Klavier und Orchester 作品18

### その他の管弦楽曲
- 交響詩《ガルダ湖にて Am Gardasee 》作品4 （破棄）
- 管弦楽のためのロンド Rondo für Orchester 作品9
- 管弦楽のためのセレナーデ Ständchen für Orchester  作品16

### 室内楽曲
- ヴァイオリンとピアノのための《春に寄す An der Frühling 》 作品1
- ピアノ曲《7つのバガテル》 作品5
- 《5つのバガテル》 作品6
- アルマ・ムーディのための無伴奏ヴァイオリン・ソナタ Violin-Solosonate für Alma Moodie 作品12
- 弦楽四重奏曲 作品17（ノルデに献呈）

### 舞台音楽
- オペレッタ《 Der entsprungene Insel》 作品14 （ピアノ・スコアのまま）